# Jazz-Iz-Christ
Jazz-Iz-Christ je debutové jazzové album arménsko-amerického zpěváka skupiny System Of A Down Serje Tankiana. Někdy se také uvádí, že jde o jeho páté sólové album. Album vyšlo 23. července 2013 pod nakladatelstvím Serjical Strike.
Na albu se zásadním způsobem podílí renomovaný klavírista Tigran Hamasyan, flétnista Valeri Tolstov a trumpetista Tom Duprey. Na albu dále účinkují Stewart Copeland, David Alpay a Vincent Pedulla. Na rozdíl od většiny Tankianovy předchozí diskografie obsahují pouze čtyři z patnácti skladeb Serjův vokál („Distant Thing“, „Song of Sand“, „Garuna“ a „Miso Soup“). Všechny ostatní skladby jsou instrumentální, s výjimkou „End of Time“, kde se objevuje vokalistka.
Podle Tankiana je Jazz-Iz-Christ Kombinací. Je tam klasický jazz, taneční věci a progresivní věci. Album je to všude možně, ale instrumentálně je to jazz. Je to pro moderního posluchače, který ocení jazzové podtóny.[ujasnit]

## Seznam skladeb
| Pořadí         | Název | Délka |
| -------------- | --- | ----- |
| 1.             | Fish Don't Scream (featuring Tigran Hamasyan, Tom Duprey, Troy Zeigler & Valeri Tolstov)                                                               | 3:37  |
| 2.             | End of Time (featuring Tom Duprey, Troy Zeigler & Valeri Tolstov)                                                                                      | 3:55  |
| 3.             | Honeycharmed (featuring Troy Zeigler, Tom Duprey & Valeri Tolstov)                                                                                     | 4:20  |
| 4.             | Arpeggio Bust (featuring Troy Zeigler, Tom Duprey & Valeri Tolstov)                                                                                    | 4:02  |
| 5.             | Yerevan to Paris (featuring Tigran Hamasyan, Tom Duprey, Valeri Tolstov & Troy Zeigler)                                                                | 4:01  |
| 6.             | Scotch in China (featuring Troy Zeigler, Tom Duprey & Valeri Tolstov)                                                                                  | 2:46  |
| 7.             | Distant Thing (featuring Tigran Hamasyan, Tom Duprey, Valeri Tolstov, Vincent Pedulla, Robert Simring, Jeff Muzzerole, David Finch & Stewart Copeland) | 3:43  |
| 8.             | Song of Sand (featuring Tom Duprey, James Merenda, David Alpay & Vincent Pedulla)                                                                      | 3:04  |
| 9.             | Garuna (featuring Tigran Hamasyan) | 4:45  |
| 10.            | Balcony Chats (featuring Valeri Tolstov) | 4:07  |
| 11.            | Jinn (featuring Troy Zeigler, Tom Duprey, Valeri Tolstov & Stepan Haytayan)                                                                            | 2:52  |
| 12.            | Waitomo Caves (featuring Tigran Hamasyan, Tom Duprey & Valeri Tolstov)                                                                                 | 2:56  |
| 13.            | Through Nights and Hopes (featuring Tigran Hamasyan, Tom Duprey, Valeri Tolstov & Mario Caspar)                                                        | 5:29  |
| 14.            | Papa Blue (featuring Troy Zeigler, Tom Duprey, Valeri Tolstov & Jon Del Sesto)                                                                         | 3:24  |
| 15.            | Miso Soup (featuring Mario Pagliarulo, Dan Monti, Troy Zeigler, Larry LaLonde, Tom Duprey & Valeri Tolstov)                                            | 3:31  |
| Celková délka: | Celková délka: | 56:32 |